# Shastasaurus
Shastasaurus (досл. «ящір гори Шаста») — рід іхтіозаврів із середнього та пізнього тріасу, одна з найбільших відомих морських рептилій, що коли-небудь жила (S. sikanniensis). Зразки були знайдені в США (S. pacificus), Канаді (S. sikanniensis) та Китаї (S. liangae).
S. sikanniensis міг досягати приблизно 21 м у довжину. Для Shastasaurus характерна відносно коротка морда і дуже велика кількість хребців (близько 200 у S. liangae).

## Опис

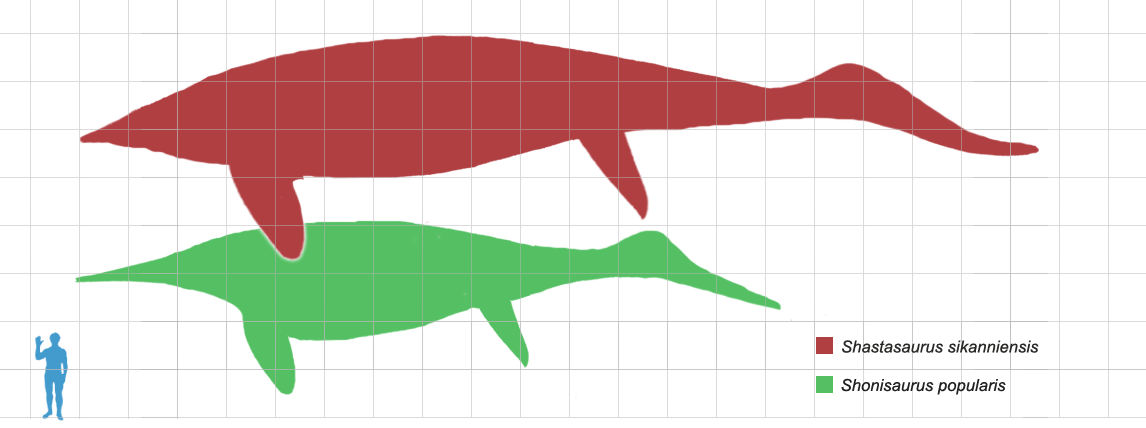
Розмір Shonisaurus popularis (зелений) і S. sikanniensis (червоний), у порівнянні з людиною

Шастазавр жив у пізньому тріасовому періоді. Типовий вид, Shastasaurus pacificus, відомий з Каліфорнії — назва Shastasaurus безпосередньо посилається на округ Шаста, Північна Каліфорнія, де був знайдений типовий зразок. S. pacificus був іхтіозавром середнього розміру, довжиною понад 7 метрів.
Другий можливий вид шастазавра, S. sikanniensis, відомий з формації Пардонет у Британській Колумбії й датується серединою норію (близько 210 мільйонів років тому). Для порівняння, S. sikanniensis був одним з найбільших відомих іхтіозаврів, близьким за розмірами на сучасних китоподібних, довжиною до 21 метра і вагою 81,5 тонни.

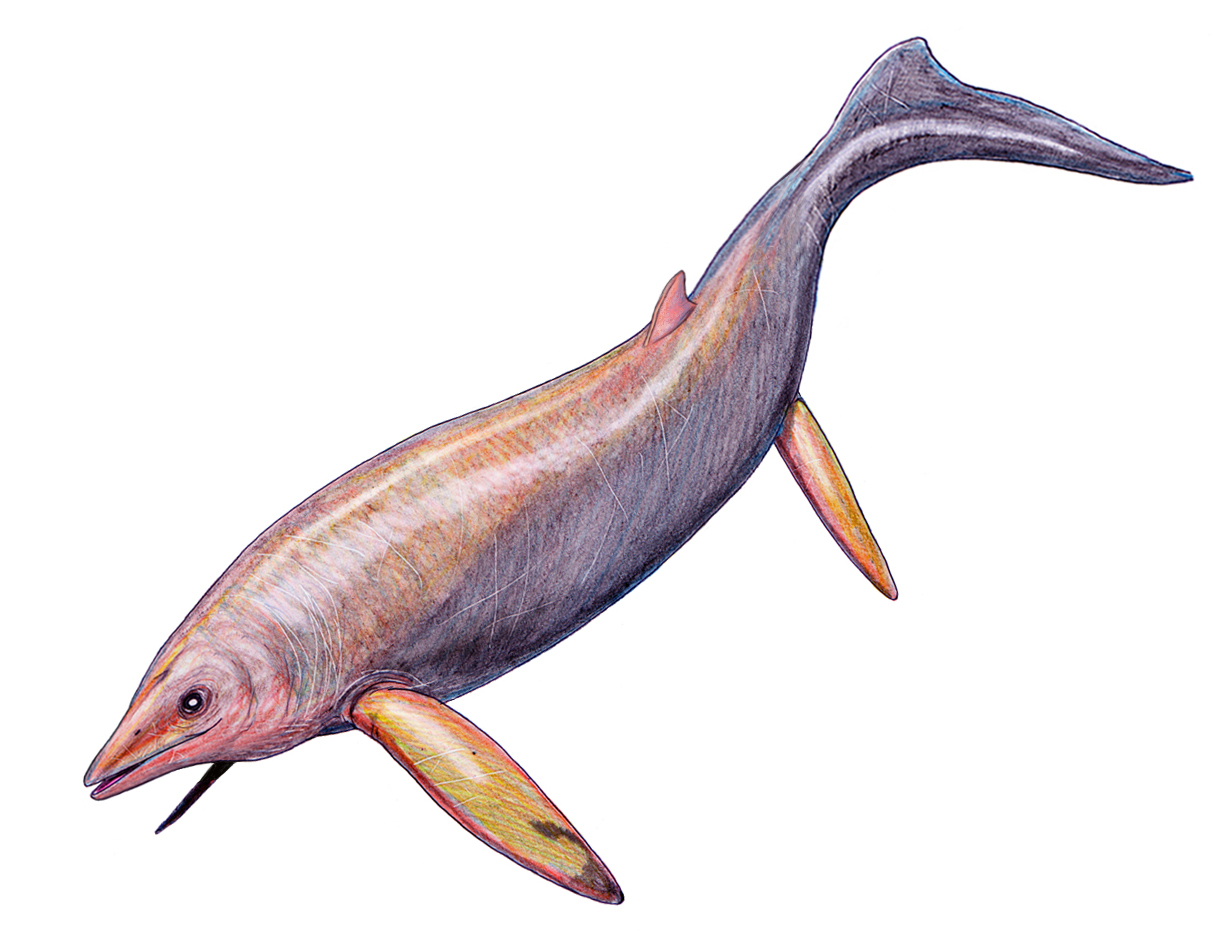
Реконструкція S. pacificus

Шастазавр був високоспеціалізованим і значно відрізнявся від інших іхтіозаврів. Він мав дуже стрункий профіль. S. sikanniensis мав грудну клітку глибиною трохи менше 2 метрів, попри розмах понад 7-метровий розмах плавників. З його незвично короткою (порівняно з більшістю іхтіозаврів), беззубою мордою, було висунуто припущення, що шастазавр був хижаком, який харчувався шляхом всмоктування (займав подібну екологічну нішу, як сучасні дзьоборилові), полюючи переважно на м'якотілих головоногих. Однак сучасні дослідження показують, що щелепи іхтіозаврів роду Shastasaurus не відповідають цьому профілю харчування, оскільки їхні короткі та вузькі під'язикові кістки не придатні для витримування ударних сил, необхідних для такого способу харчування, а також оскільки деякі види, такі як Shonisaurus, мали міцні хижі зуби, а в їхньому шлунку були знайдені хребці та мушлі молюсків.
Невідомо, чи мав Shastasaurus спинний плавець, проте, менший, більш примітивний іхтіозавр Mixosaurus його мав. Верхня частина хвоста, ймовірно, була набагато менш розвиненою, ніж «акулячі» хвости у пізніших видів.

## Галерея

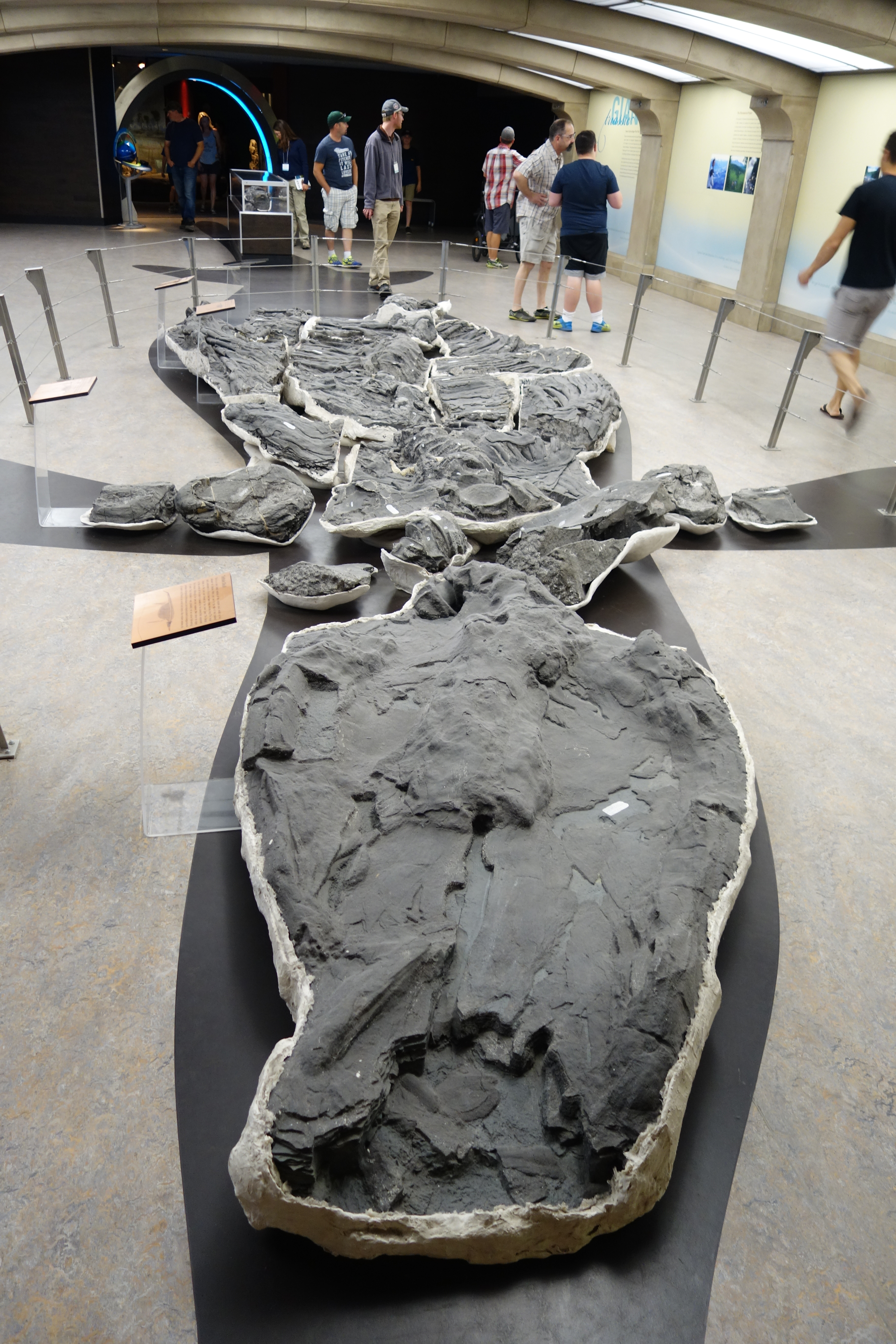
Зразок S. sikanniensis, Королівський музей Тіррелла
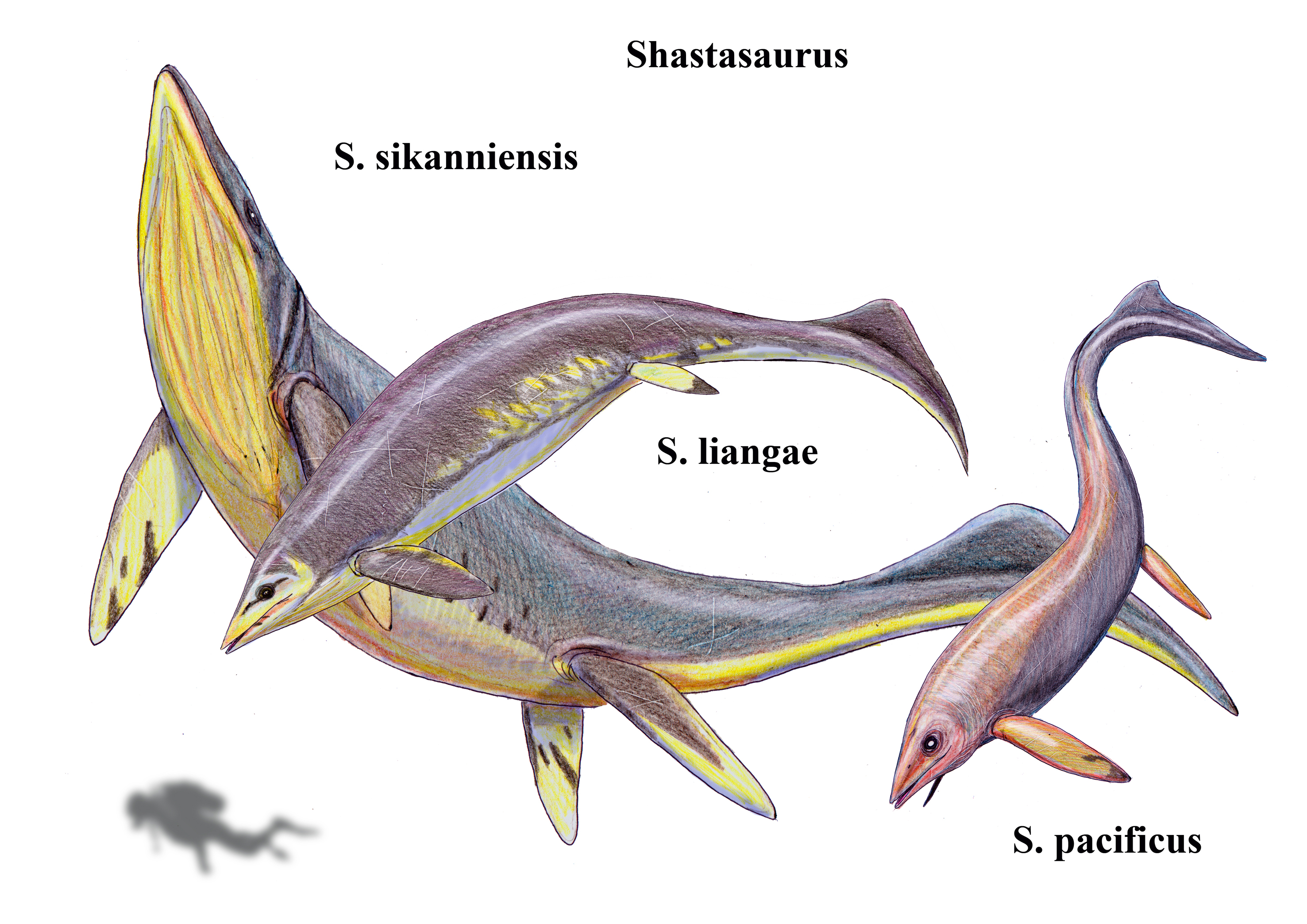
Порівняння видів роду